# Клименко, Виктор Васильевич
Ви́ктор Васи́льевич Климе́нко (укр. Віктор Васильович Клименко; род. 9 декабря 1935, Ахтырка) — украинский психолог, специалист по психологии подростков и спортивной психологии; доктор психологических наук (1998).

## Биография
Окончил горный техникум, затем, в 1962 году, — Харьковский педагогический институт. В 1966—1988 годах работал в Киевском институте физической культуры, преподавал на кафедре лёгкой атлетики. Одновременно в 1969 году там же окончил аспирантуру.
В 1988—1997 годах заведовал кафедрой психологии Киевского института усовершенствования учителей; с 1997 года заведовал лабораторией возрастной физиологии и школьной гигиены Института психологии им. Григория Костюка АПН Украины. С 2008 года преподаёт на кафедре психологии Открытого международного университета развития человека «Украина».
Как психолог консультировал украинских спортсменов при подготовке к Олимпийским играм в Мюнхене (1972), Монреале (1976) и Москве (1980), а также чемпиона мира по шахматам Анатолия Карпова (в 1987—1990).

## Научная деятельность
В 1973 году защитил кандидатскую, в 1998 — докторскую диссертацию («Механизмы психомоторики человека»).
Основные направления исследований:
- психология тренировки легкоатлетов[2]
- психология творчества[5].

Разработал концепцию механизма творчества, в которой выделил возрастные трансформации психической системы творчества и три вершины творчества человека (возраст мастерства, возраст создателя, возраст мудреца).
Подготовил 8 кандидатов наук. Автор более 100 научных работ, в том числе монографий и учебников.

### Избранные труды
- Гуменюк Н. П., Клименко В. В. Психология физического воспитания и спорта. — Киев: Вища школа, 1985. — 311 с. — 5700 экз.
- Клименко В. В. Механізми психомоторики людини : Автореф. дис. … д-ра психол. наук. — К., 1998. — 38 с.
- Клименко В. В. Как воспитать вундеркинда. — Харьков : Фолио ; СПб. : Кристалл, 1996. — 463 с. — (Семейный альбом).
- Клименко В. В. Психологические тесты таланта. — Харьков : Фолио, 1996. — 414 с. — (Для пап и мам).
  -  — Харьков : Фолио, 1997. — 414 с. — (Для пап и мам) (Семейный альбом).
- Клименко В. В. Психологический анализ процесса выполнения двигательных действий типа баллистических движений : Автореф. дис. … канд. психол. наук. — М., 1973. — 28 с.
- Клименко В. В. Психологія спорту : навч. посібник для студ. вищих навч. закл. — К. : МАУП, 2007. — 432 с.
- Клименко В. В. Психологія творчості : навч. посібник для студ. вищих навч. закл. — К. : Центр навчальної літератури, 2006. — 480 с.
- Клименко В. В. Психологія творчості : мініпідручник. — 22 с. Архивная копия от 2 марта 2020 на Wayback Machine
- Клименко В. В. Психомоторные способности юного спортсмена. — Киев : Здоров’я, 1987. — 167 с. — 8000 экз.
- Клименко В. В., Болтівець С. І., Грибенко І. В.; Дарда І. М.; Кокун О. М. Психічний і фізіологічний розвиток учня та норми навантаження / заг. ред. В. В. Клименко. — К. : Главник, 2005. — 224 с.
- Клименко В. В., Кочерга О. В. Перші кроки у творчість : що таке людина? Чим робляться відкриття? Як відображається невідчутне? Як відображається неіснуюче? Як виміряти творчі здібності? Тести таланту. — К. : [б.в.], 1999. — 95 с.
- Український теоретико-методологічний соціогуманітарний часопис: Психофізіологія і суспільство. Архивная копия от 14 февраля 2020 на Wayback Machine"Механізм творчості: руйнування і відродження функцій Архивная копия от 2 марта 2020 на Wayback Machine",  20007-  134 - 154 с.
- Максименко С. Д.; Вештеюнас Г. В., Клименко В. В., Соловиенко В. А. Общая психология : учебник / [Авторизир. пер. с укр. под общ. ред. С. Д. Максименко с доп. и прил.]. — М. : Рефл-бук ; К. : Ваклер, 1999. — 524 с. — (Образовательная библиотека). — 3000 экз. — ISBN 966-543-048-3. — ISBN 5-87983-081-0 . — ISBN 966-543-029-7
- Максименко С. Д., Зайчук В. О., Клименко В. В., Соловієнко В. О. Загальна психологія : підруч. для студ. вищих навч. закл. / заг. ред. С. Д. Максименко. — К. : Форум, 2000. — 543 с.
  - Максименко С. Д., Зайчук В. О., Клименко В. В., Папуча М. В., Соловієнко В. О. Загальна психологія : підруч. для студ. вищ. навч. закл. / ред. С. Д. Максименко. — 2.вид., перероб. і доп. — Вінниця : Нова Книга, 2004. — 704 с.

## Награды
- Государственная премия Украины в области науки и техники (2010) — за цикл научных работ «Психологические механизмы зарождения, становления и осуществления личности»[4][3]